# Вишнополь (Черкасская область)
Вишно́поль (укр. Вишнопіль) — село в Звенигородском районе Черкасской области Украины. До 2020 года входило в состав Тальновского района.

## Физико-географическая характеристика
Село расположено на реке Каменке, которая является притоком реки Синюхи. Расположено на границе с Голованевским районом Кировоградской области. Расстояние до города Тальное — 22 километра на юго-запад. Высота селения над уровнем моря — 207 метров.

## История

### Ранняя история
На территории современного Вишнополя найдено два поселения черняховской культуры и поселение, относящиеся к бронзовому веку.
Первое упоминание о селе Вишнополь датируется 1768 годом. К тому времени населённый пункт состоял из 114 крепостных дворов. По одной из версий, название села происходит от слов «вишневое поле». Предположительно, такое название оно получило от выходцев из Подолья, где существует село с таким же названием. Селяне занимались земледелием и скотоводством, три дня в неделю работали на барщине, платили денежные и натуральные налоги. В 1768 году ряд жителей села приняли участие в Колиивщине, будучи недовольны жизнью в Речи Посполитой.

### В составе Российской империи
В результате второго раздела Польши 1793 года село Вишнополь, как и вся Правобережная Украина, стало частью Российской империи. Вишнополь был отнесён к Уманскому уезду Киевской губернии. До 1817 года Вишнополь принадлежал магнату Потоцкому, который в итоге продал его господину Пухальскому. На картах село обозначалось как Вышнополе, Вышно Поле и Вышно-поле.
Из-за увеличения барщины на один день крестьяне села Вишнополь не выходили на работы с 27 сентября по 26 октября 1831 года. В 1832 году крестьяне направили губернатору жалобу на жестокое обращение с ними Пухальского. Киевская временная палата уголовного суда приговорила авторов обращения к двум неделям заключения. В 1859 году была открыта церковно-приходская школа. После отмены крепостного права в России в 1861 году за крестьянами было закреплено 1942 десятины, а за помещиками — 1631 десятина. В 1883 году в селе было зафиксировано убийство барским приказчиком сына крепостного Дегтяренко, которому на тот момент было девять лет. Весной 1886 года крестьяне в результате борьбы за право пользования пастбищами и прогоном к водопою начали уничтожать барские посевы и сенокосы, закидав при этом барских слуг камнями.
По памятной книжке Киевской епархии в Вишнополе к 1882 году в Вишнополе значилось 2170 прихожан (1078 мужчин и 1092 женщины). К концу XIX века в селе работала винокурня, девять обычных мельниц, одна водяная мельница, две крупорушки и три кузницы.
В июне 1905 года, на фоне происходившей в России революции, работающие на свекольных плантациях устроили забастовку, требуя повышения оплаты труда с 30 копеек до 1 рубля. Группа бастующих выставила пикет, который в итоге по прошению управляющего был разогнан отрядом конницы. По состоянию на 1912 год из 590 крестьянских хозяйств не имело земли 94 хозяйства, менее десятины имело 42 хозяйства, от 1 до 2 десятин — 157 хозяйств, от 2 до 3 — 153 хозяйства, а 8 зажиточных крестьян имело 94 десятины. Большинство земли обрабатывалась коллективным трудом (супрягой), при этом 122 хозяйства не владело скотом.
К 1912 году в церковно-приходской школе из 350 детей 8—11 лет обучение проходило лишь 168. С началом Первой мировой войны в российскую армию было призвано 482 жителя села.

### Советский период
После победы Октябрьской революции крестьяне захватили имение помещика и реквизировали его имущество. В марте 1918 года, после подписания Брестского мира, в село вошли австрийско-немецкие войска. Некоторые крестьяне, принимавшие участие в разделе помещического имущества, были арестованы. В ноябре 1918 года австрийско-немецкие войска покинули Вишнополь, а в марте 1919 года над селом был установлен контроль Красной армии. В мае 1919 года 12 хозяйств села были объединены в трудовую коммуну. Позднее село оказалось под контролем вооружённых формирований под руководством Никифора Григорьева. В июне 1919 года в селе вновь была установлена советская власть, просуществовавшая до августа 1919 года, когда Вишнополь заняла армия УНР, а спустя месяц — Вооружённые силы Юга России
В декабре 1919 года в селе окончательно была установлена советская власть. Председателем ревкома стал Г. Баранюк. 22 мая 1921 года в сельсовет было избрано 34 человека и 18 делегатов на волостной съезд Советов. Тогда же была организована сельскохозяйственная артель, которую возглавил Ф. А. Кужеливский. В июле 1922 года в Вишнополе было образовано потребительское общество. В 1923 году была создана комсомольская ячейка (секретарь ячейки — П. С. Коломиец) и организован политкружок. В 1924 году в начальной школе был организован отряд юных ленинцев из 48 пионеров, а также создана школа ликбеза, которую в учебном году 1924/25 годов окончило 109, а спустя год — 156 человек. В ноябре 1925 года в селе была создана партийная ячейка, которую возглавил Г. В. Гончарук.
В 1926 году начала функционировать сельскохозяйственная артель «Красный сеятель» (председатель правления — С. И. Литинский), объединявшая 12 хозяйств общей земельной площадью 72 гектара. На следующий год артель получила ещё 360 гектар и трактор. В 1928 году были организованы два новые товарищества по обработке земли. К 1930 году в Вишнополе имелось шесть хозяйств: «Красный сеятель», имени 12-летия Октября, «Надежда», «Победитель», «Коммунар» и имени Т. Г. Шевченко). Окончательно коллективизация в Вишнополе была завершена в 1931 году, тогда из шести хозяйств было создано три колхоза: «Красный сеятель», «Первое августа» и имени газеты «Правда». В 1938 году в колхозе «Красный сеятель» на 110 гектарах было выращено 300 центнеров сахарной свёклы и 22 центнера пшеницы на 350 гектарах. В том же году колхоз участвовал во Всесоюзной сельскохозяйственной выставке, где был награждён автомашиной и мотоциклом.
В 1931 году начальная школа была преобразована в неполную среднюю. При школе работал музыкальный кружок. Членами Осоавиахиме тогда являлось 60 школьников Вишнополя. По свидетельствам очевидцев во время голода на Украине (1932—1933) в селе погиб 601 человек, при этом удалось установить имена лишь 302 человек. До 1941 года в селе работал медпункт, роддом, три колхозных клуба, клубная и школьная библиотеки. В 1939 году был избран сельсовет, председателем которого стал Н. Ф. Петренко.
1 августа 1941 года, во время Великой Отечественной войны, село было оккупировано нацистами. Решением Бабанского РК КП Украины подполье возглавил председатель колхоза «Первое августа» Я. А. Головченко, которого в ноябре 1942 года нацисты поймали и казнили. Всего за время оккупации нацисты угнали в Германию 266 жителей. В 1943 году немцы изъяли у селян 6093 центнера зерна, 369 колхозных лошадей, 249 коров, 276 свиней и более 3500 штук птицы. Войска 2-го Украинского фронта освободили село 9 марта 1944 года. В ходе боя под Вишнополем было уничтожено 10 танков «Пантера» и более 100 автомашин, за что гвардии майору Анатолию Малихову было присвоено звание Героя Советского Союза. Всего на фронтах Великой Отечественной войны в составе РККА участвовало 425 жителей Вишнополя (погибло 209 человек), 213 из которых получили различные ордена и медали. Среди награждённых — подполковник Карп Франчук, совершивший более 300 боевых вылетов и получивший впоследствии звание Героя Советского Союза.
В 1944 году восстановила работу школа, в 1945 году — партийная организация. Была возобновлена работа клуба колхоза имени газеты «Правда», позднее восстановили свои клубы колхозы «Первое августа» и «Красный сеятель». Начал действовать фельдшерско-акушерский пункт. В 1946 году на полях Вишнополя начали работать две тракторные бригады. В одно хозяйство под названием «Украина» колхозы были объединены в 1950 году. К тому времени денежный доход колхоза составлял почти 2 миллиона рублей. Колхоз участвовал во Всесоюзных сельскохозяйственных выставках, где в 1954, 1956, 1957 и 1958 годах получал различные медали и дипломы.
С 1959 года в селе введена денежная оплата труда. За 1959 год колхоз «Украина» собрал 27,8 центнера зерновых с гектара. В 1965 году за выращивания 369 центнеров сахарной свёклы со 116 гектар, В. Ю. Ворона, руководитель механизированного звена, был удостоен ордена Ленина. Спустя пять лет колхозники сумели собрать урожай по 30,6 центнеров зерновых со 1568 гектар.
В 1960-е годы в селе было построено 18 зданий для животноводства, гараж, дом животноводов и дом механизаторов. В 1966 году на средства колхоза было построено новое двухэтажное здание школы, после чего она была преобразована из восьмилетней в среднюю.
По состоянию на 1973 год село входило в состав Вишнопольского сельского совета Тальновского района Черкасской области.

### Украинский период
В 2010 году главой сельского совета была избрана Татьяна Гудзенко, а в сельский совет 14 депутатов (12 — беспартийные, 2 — члены Партии регионов). На следующих выборах в 2015 году Гудзенко была переизбрана, а сельский совет из 12 человек был полностью сформирован из беспартийных.
С 18 декабря 2016 года Вишнополь входит в состав Тальновской общины. С 17 июля 2020 года входит в состав Звенигородского района.

## Население

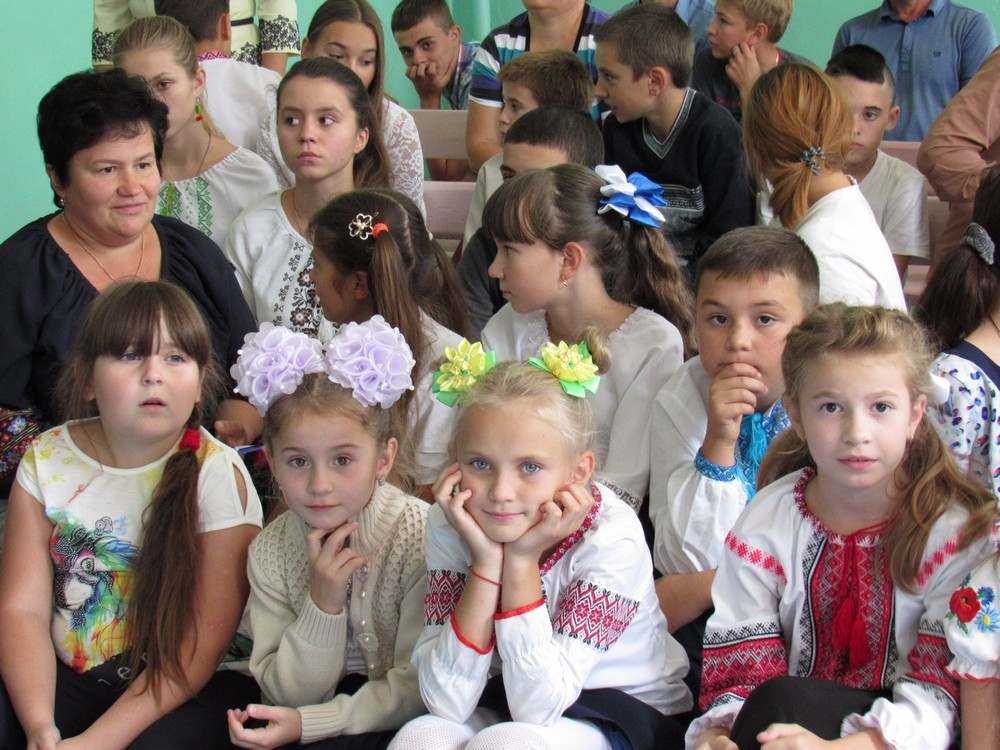
Дети Вишнополя, 2018 год

К 1972 году в селе проживало 2012 жителя. На 1989 год в Вишнополе проживало 1411 человек постоянного населения (585 мужчин и 826 женщин). В 2001 году по переписи населения в Вишнополе проживал 1136 человек, 98 % из которых родным языком указали украинский. На 2019 год в селе проживало 864 человека, 381 из которых — пенсионеры.

## Инфраструктура

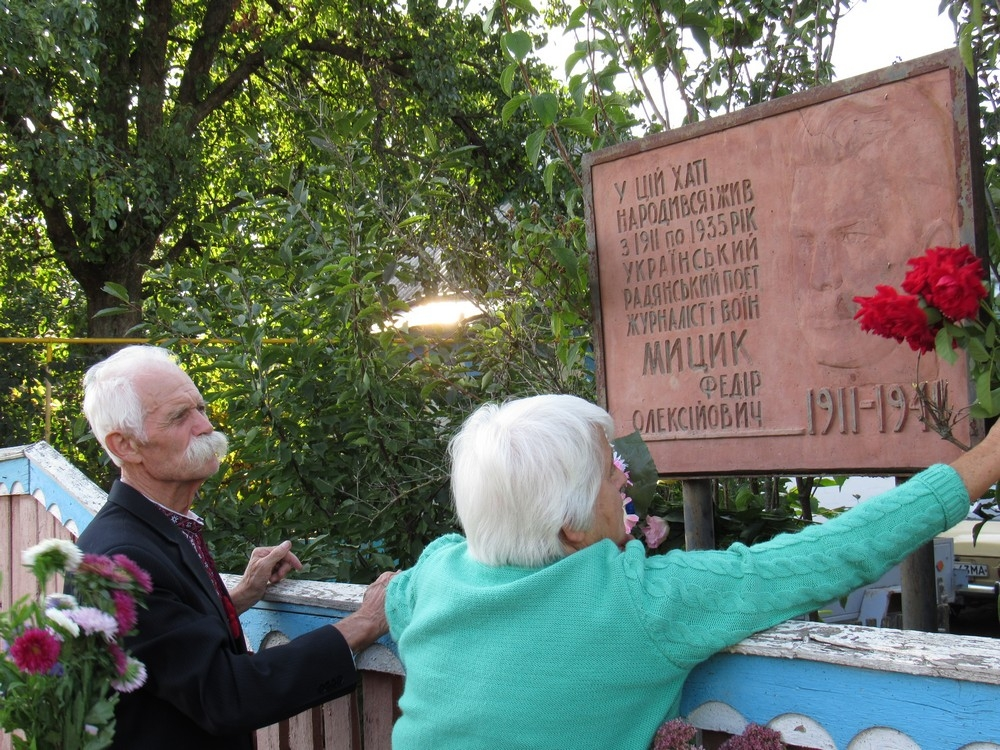
Памятная табличка на доме, где родился Фёдор Мицик, 2018 год

По состоянию на 2020 год в селе было более 20 асфальтированных улиц. Вишнополь газифицирован, имеется водопровод. Село связано автобусным сообщением с городом Тальное (курсирует три раза в неделю). Действует средняя школа, детский сад и дом культуры, в помещении которого расположены библиотека, музей и спортзал. В музее хранятся вещи крестьянского быта и панно, нарисованное местным художником Николаем Сухорипой, на котором изображена сельская свадьба. Кроме того, работает четыре магазина, кафетерий, почтовое отделение, фельдшерско-акушерский пункт и филиал Ощадбанка (работает дважды в неделю). В советское время дом культуры вмещал 500 человек, в нём проходила процедура регистрации браков. Имелись две библиотеки, располагающие фондом из 14 тысяч книг.
Годовой бюджет села — более 2 миллионов гривен, большая часть которого формируется за счёт налога на землю и сельскохозяйственного налога. Более 300 гектар сельскохозяйственной земли обрабатывается частными лицами.
По итогам Внешнего независимого оценивания 2019 года Вишнопольская школа заняла из 316 школ области — 309 место. При этом на одного школьника из Вишнополя расходовалось порядка 50 тысяч гривен в год.
В центре села 7 ноября 1967 года был открыт памятник Владимиру Ленину. В селе также находится братская могила, где похоронены 82 солдата, над которой установлен памятник «Воин-знаменосец». Также в Вишнополе имеется стела памятника Славы, на которой высечены имена 209 вишнопольцев — погибших на фронтах Великой Отечественной войны. Рядом с домом, где родился будущий поэт и журналист Фёдор Мицик, установлена памятная табличка.
В селе действует Всеукраинский союз церквей евангельских христиан-баптистов.
Площадь свалки, где хранятся твёрдые бытовые отходы села Вишнополь, составляет 0,8 гектар.

## Персоналии
- Ижакевич Иван Сидорович (1864—1962) — украинский художник и график, народный художник УССР (родился в селе)